# 더 스탠더드

《더 스탠더드》(The Standard, 중국어: 英文虎報 영문호보[*], 병음:Yīngwén Hǔbào)는 홍콩에서 발행되는 영자 신문이다. 원래 《홍콩 스탠더드》라고 불리다가 인터넷 붐을 타고 이름을 《에이치케이아이메일(HKiMail)》이라고 바꾼 적이 있다. 2001년에 이름을 다시 《더 스탠더드》로 바꾸었다.
2007년 10월 11일, 원래 6 홍콩 달러에 팔리던 《더 스탠더드》지는 무료 신문이 되었다. 홍콩 최초의 무료 영자 신문이자 현재 유일한 무료 영자 신문이다.
지역에서 사우스 차이나 모닝 포스트(南華早報) 및 인터내셔널 헤럴드 트리뷴(IHT, 国际先驱论坛报)과 경쟁하고 있다.

## 형식
《더 스탠더드》는 타블로이드 판으로 발간된다. 홍콩의 다른 영자 신문들처럼 브로드시트(broadsheet) 판이 아니다.
월요일부터 토요일까지 매일 무료로 발행되며 주일은 쉰다. 홍콩 센트럴, 침사추이, 어드머럴티 등지의 상가, 호텔 등지에 배포된다.
《더 스탠더드》가 무료로 되기 전에는, 《위켄드 스탠더드》(Weekend Standard)라는 것이 매주 주말에 발행되었다. 위켄드 스탠더드는 토요일과 일요일 이슈를 커버하는데, 토요일에 발행되었다. 시장(market), 엔터테인먼트, 포커스(focus), 오피니언(opinion) 란 등 섹션들은 《위켄드 스탠더드》에서 빠졌다.

## 소유주
《더 스탠더드》는 싱타오 신문 유한공사(중국어: 星岛新闻集团 싱타오신문집단[*])이 발행하고 있다. 싱타오신문사는 싱타오일보(星島日報), 토우탸오일보(頭條日報)도 발행하고 있다. 신타오 신문 유한공사는 싱타오 신문집단 유한공사(싱타오 뉴스 코프)의 소유 하에 있다. 싱타오 신문집단 유한공사는 미디어 업계, 인력자본 매니지먼트 업계, 방송 서비스 업계에 진출해 있다. 글로벌 차이나 그룹 홀딩스(Global China Group Holdings, 중국어: 泛华集团控股有限公司)가 싱타오 홀딩스의 51%의 지분을 갖고 있다. 싱타오 신문집단 유한공사의 회장은 현재 중화인민공화국 정국정협 위원이기도 한 허주구오(중국어: 何柱國 하주국, 호추쿽[*])이다.

## 역사
《더 스탠더드》는 처음에는 《홍콩 타이거 스탠더드(Hong Kong Tiger Standard》라는 이름이 붙어 있었다. 이 신문은, 국공 내전 종전 후, 당대 재벌 후원후(중국어: 胡文虎 호문호[*], Aw Boon Haw)가 창간하였다. 싱타오일보와 호랑이 연고(tiger balm)의 성공에 힘입은 것이었다. 그는 1949년 3월 1일 이 신문을 창간하여 제2차 세계대전이 마치기 전에 창간된 신문들에 도전장을 냈으며, 영자 신문 시장을 공략하였다. 창간 목적은 중국인의 목소리를 세상에 알리자는 것과 차별에 맞서 중국인의 이익을 증진하자는 것이었다. 처음에는 브로드쉬트(broadsheet) 판으로 발행되었으며, 대부분 중국인들이 기사를 쓰고 신문사를 운영하였다. 하지만 다른 국적의 사람들을 배제하지는 않았다. 정치적으로, 싱타오의 관점과 창립자 후원후의 중국국민당의 혐오 관점이 기사에 반영되었다.
초창기 편집자들은 전부 미국에서 교육을 받은 사람들이었다. 초대 편집장은 L. Z Yuan(골든 하베스트의 창립자 레이먼드 초우의 장인이었다.)이었다. C. S. Kewi가 뒤를 이었다. C. S. Kewi는 중국인 출신 변호사였으며 영어에 능통한 저술가였다. 미주리 대학의 졸업생인 Kyatang Woo가 뒤를 이었다.
1990년대, 샐리 오 시안(Sally, Aw Sian) (창립자 후원후의 양녀)이 싱타오 신문 유한공사의 회장직을 맡았을 때에는 《홍콩 스탠더드》가 홍콩에서 발행되는 유일한 영자 신문이기도 하였다.
2000년 5월 27일, 사우스 차이나 모닝 포스트의 심각한 도전에 직면하자 《홍콩 스탠더드》는 《홍콩 아이메일(Hong Kong iMail, 중국어: 香港郵報)》로 제호를 바꿨다. 젊은 중국인 독자들을 끌어들이기 위해 판형도 타블로이드 판으로 줄였다. 2002년 5월 30일, 인터넷 거품이 꺼지자, 《홍콩 아이메일》은 이름을 다시 《더 스탠더드》로 바꾸었다.
현재 편집장은 마크 클리포드의 후임인 이반 통이다.
2007년 9월 3일, 《더 스탠더드》는 무료화되어, 홍콩 센트럴, 홍콩 어드머럴티 등의 중심 상업 지구에서 무료로 배포되기 시작하였다.

### 배포 사기
1996년 8월, 홍콩의 염정공서 (ICAC) (부패방지위원회쯤 된다.)가 1만 4000여 부의 《더 스탠더드》지가 완차이 부두에서 버려진 것이 발견되어 조사에 들어갔다. ICAC는, 1994년부터 1997년까지 3년 동안, 광고주들을 끌어올려 신문의 매출을 올리려는 의도로, 《홍콩 선데이 스탠더드》와 《홍콩 스탠더드》의 발행 부수가 의도적으로 크게 부풀려진 사실을 발견하였다.
결과로 ICAC는 《홍콩 스탠더드》의 세 명의 직원을 긴급 체포하였다. 또한 회장 샐리 오 시안(Sally Aw Sian)을 공모 혐의로 고소하였다. 재판은 1998년 11월 23부터 1999년 1월 20일까지 계속되었다. 세 명의 직원에게는 유죄가 선고되어 4~6개월형에 처했다. 회장 샐리 오 시안은 기소되지 않았다. 이 결정은 여론에 의해 크게 비판을 받았다. 법적인 차별과 불공정한 중재 환경에 대해 문제가 거세게 제기되었다.
그럼에도 불구하고, 법무부 장관, 엘시 륭(梁愛詩)은 공익을 위해서, 또한 증거가 불충분하므로, 회장 샐리 오 시안(Sally Aw Sian)을 불기소 처분했다고 밝혔다.

## 기타
- 《더 스탠더드》의 표지에 표시된 가격은 6 홍콩 달러였다. 하지만 현재는 무가지이다. 예전에는 학생들이나 정기 구독자들에게는 종종 할인이 되었었다.
- 예전 슬로건은 TELLS IT LIKE IT IS였다.
- 무료화된 《더 스탠더드》의 슬로건은 현재 First Past the Post이다.

## 참고 문헌
- Newspaper Society of Hong Kong, The(2004), 50 Years of Hong Kong Newspaper(香港報業50載印記). Hong Kong: Ming Pao Newspapers Limited.
- Sing Tao News Corporation Annual Report 2004